# Associação Desportiva e Recreativa Mansaba
L'Associação Desportiva e Recreativa Mansaba est un club bissau-guinéen de football basé à Mansaba.

## Palmarès
- Championnat de Guinée-Bissau de football (1)
  - Champion : 1996
- Coupe de Guinée-Bissau de football (2)
  - Vainqueur : 2001 et 2011
- Supercoupe de Guinée-Bissau de football (1)
  - Vainqueur : 2011